# Днепропетровский областной комитет КП Украины
Днепропетровский областной комитет КП Украины (укр. Дніпропетровський обласний комітет Комуністичної партії України) — орган управления Днепропетровской областной партийной организацией КП Украины (1932—1991 годы).
Днепропетровская область образована 27 февраля 1932 года из Днепропетровского округа УССР, созданного в 1925 году на территории бывшей Екатеринославской губернии.

17 июля 1932 года из состава Днепропетровской и Харьковской областей была выделена Донецкая область.

10 января 1939 года из состава Днепропетровской области выделена Запорожская область, границы области приобрели современные очертания. Центр — город Днепропетровск.

## Первые секретари обкома
- 02—10.1932 — Чернявский, Владимир Ильич;
- 10.1932—01.1933 — Строганов, Василий Андреевич;
- 01.1933—03.1937 — Хатаевич, Мендель Маркович;
- 03.1937—11.1937 — Марголин, Натан Вениаминович (и. о. 03-05.1937);
- 11.1937—24.02.1938 — и. о. Коротченко, Демьян Сергеевич;
- 24.02.1938—07.1941 — Задионченко, Семён Борисович (и. о. 24.02-06.1938);
- 07—10.1941 — и. о. подпольный Грушевой, Константин Степанович;
- 10—11.1941 — и. о. подпольный Дементьев, Георгий Гаврилович
- 08.1941—28.07.1942 (подпольный) — Сташков, Николай Иванович;
- 07.1942—10.1943 (подпольный) — Садовниченко, Дмитрий Гаврилович;
- 10.1943—02.1944 — Дементьев, Георгий Гаврилович;
- 02.1944—27.11.1947 — Найдёнов, Павел Андреевич;
- 27.11.1947—06.1950 — Брежнев, Леонид Ильич;
- 06.1950—12.1955 — Кириленко, Андрей Павлович;
- 12.1955—12.1957 — Щербицкий, Владимир Васильевич;
- 12.1957—05.1961 — Гаевой, Антон Иванович;
- 05.1961—01.1963 — Толубеев, Никита Павлович;
- 01.1963—7.07.1963 (промышленный) — Толубеев, Никита Павлович;
- 01.1963—12.1964 (сельский) — Ватченко, Алексей Федосеевич;
- 7.07.1963—12.1964 (промышленный) — Щербицкий, Владимир Васильевич;
- 12.1964—10.1965 — Щербицкий, Владимир Васильевич;
- 10.1965—06.1976 — Ватченко, Алексей Федосеевич;
- 06.1976—1983 — Качаловский, Евгений Викторович;
- 1983—20.04.1987 — Бойко, Виктор Григорьевич;
- 20.04.1987—14.12.1988 — Ивашко, Владимир Антонович;
- 14.12.1988—31.08.1990 — Задоя, Николай Кузьмич;
- 31.08.1990—26.08.1991 — Омельченко, Николай Григорьевич.